# Деревощупальцеві
Деревощупальцеві (Dendrochirotida) — ряд голкошкірих класу Голотурії (Holothurioidea).
Цей великий і широко поширений ряд об'єднує найбільш примітивних представників даного класу, що володіють найкраще вираженою пятипроменевою симетрією, деревоподібними щупальцями і амбулакральними ніжками, що мають присоски і служать для руху. Основна маса видів цього ряду мешкає головним чином в прибережних водах і на глибинах до 500—1000 м, і лише поодинокі види опускаються на більш значну глибину. У межах цього ряду можна спостерігати голотурій з вельми різноманітною формою тіла, надзвичайно пристосованих для проживання в різних умовах.

## Класифікація
Ряд містить 555 видів у 90 родах у восьми родинах: 
- Родина Cucumariidae Ludwig, 1894
- Родина Cucumellidae (інші мови) Thandar & Arumugam, 2011
- Родина Heterothyonidae (інші мови) Pawson, 1970
- Родина Paracucumidae (інші мови) Pawson & Fell, 1965
- Родина Phyllophoridae (інші мови) Östergren, 1907
- Родина Placothuriidae (інші мови) Pawson & Fell, 1965
- Родина Psolidae (інші мови) Burmeister, 1837
- Родина Sclerodactylidae (інші мови) Panning, 1949